# St. Pankratius (Tragnitz)

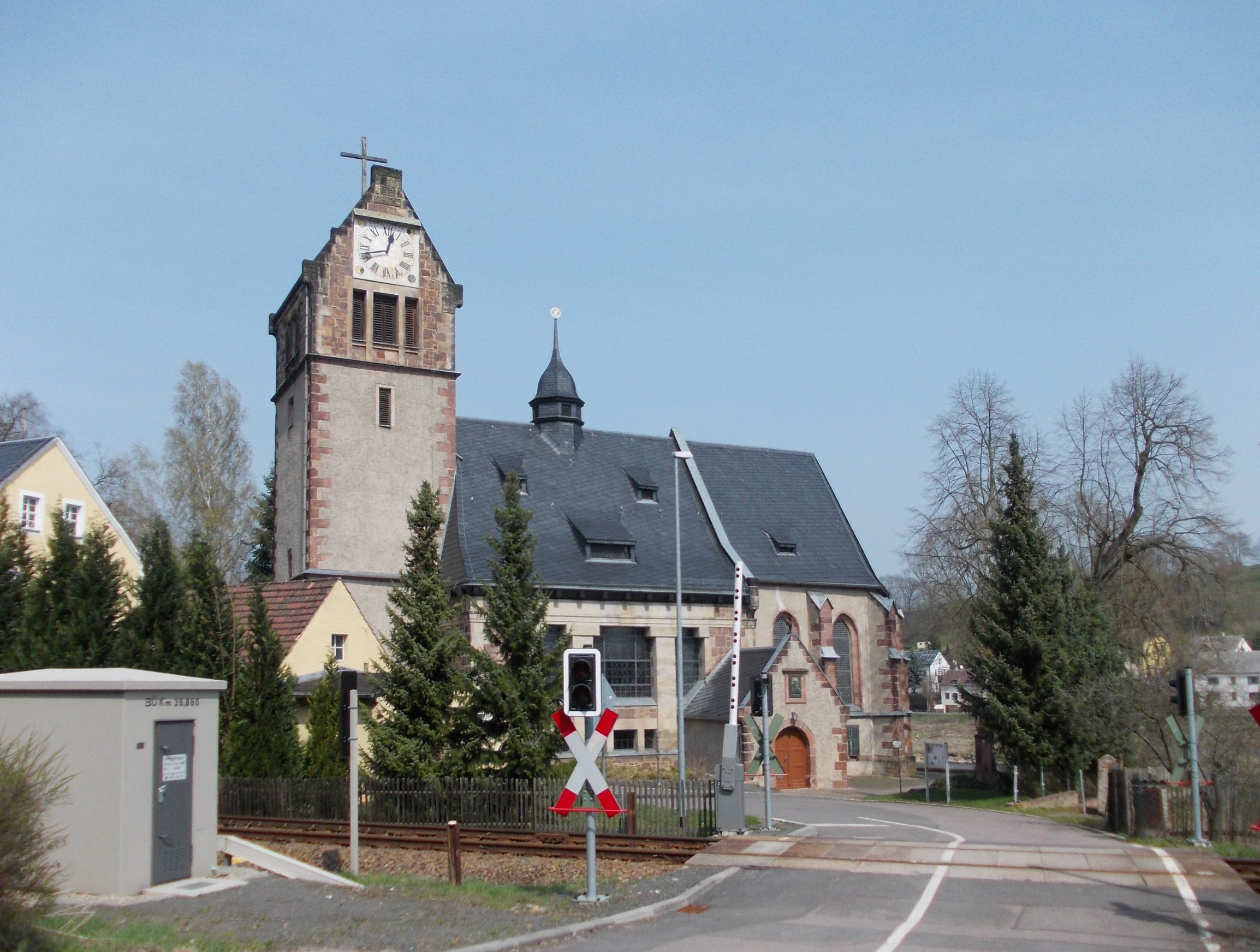
St. Pankratius (Tragnitz)

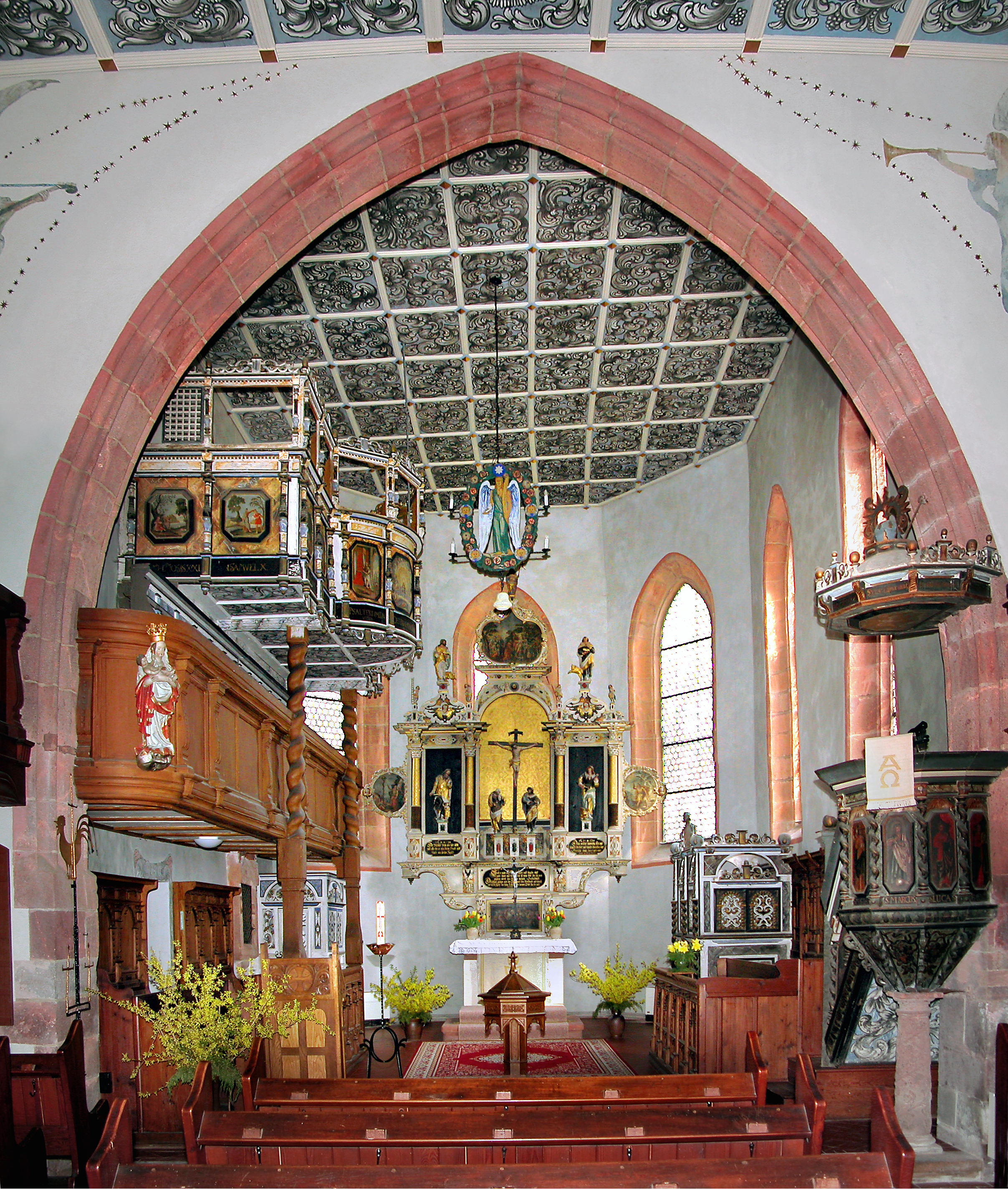
Blick zum Chor

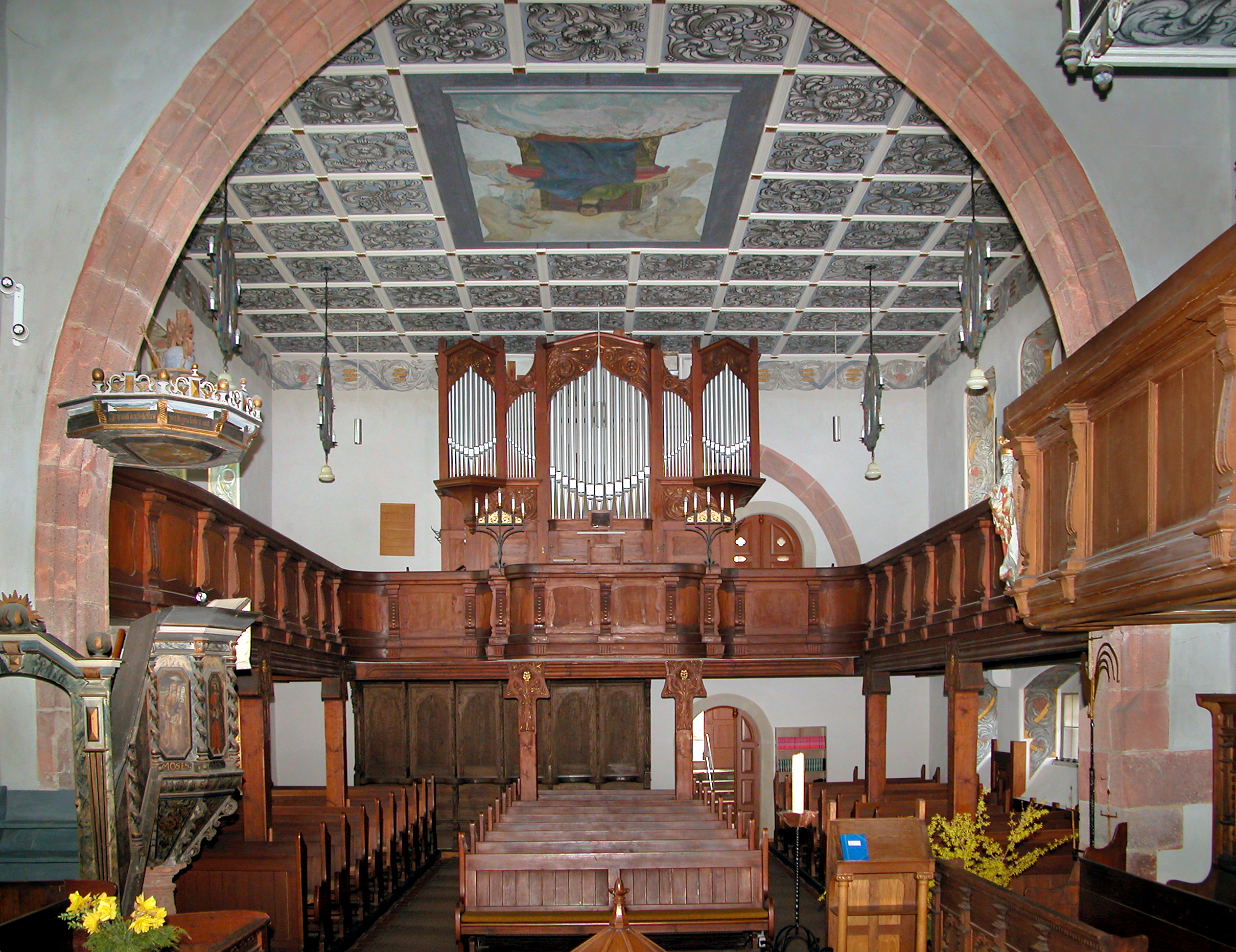
Blick zur Orgel

Die evangelische Kirche St. Pankratius ist eine gotische Saalkirche im Ortsteil Tragnitz von Leisnig im Landkreis Mittelsachsen in Sachsen. Sie gehört zur Kirchengemeinde Leisnig-Tragnitz-Altenhof im Kirchenbezirk Leisnig-Oschatz der Evangelisch-Lutherischen Landeskirche Sachsens.

## Geschichte und Architektur
Die Pankratiuskirche ist eine malerisch über dem Tal der Mulde unterhalb des Leisniger Burgbergs gelegene Saalkirche. Von einem spätgotischen Bauwerk des 15. Jahrhunderts sind der Chor und der Turmunterbau erhalten; im 17. Jahrhundert wurde das Bauwerk im Inneren neu ausgestaltet; ein Datum der Innenrenovierung 1659 ist auf der Rückseite des Altars zu finden. Das heutige Erscheinungsbild wird durch den von Fritz Drechsler im Jahr 1904 in Jugendstilformen errichteten und von Paul Horst-Schulze ausgemalten Saal und das Turmobergeschoss bestimmt. Die Ausstattung des 17. Jahrhunderts wurde in den neuen Raum integriert. Der Turm wurde in den Jahren 1985/86 restauriert. Im Jahr 2014 wurde die baufällige Turmspitze abgenommen und durch eine neu angefertigte Spitze ersetzt.
Das Bauwerk ist ein Putzbau mit der eingezogenem Chor mit Dreiachtelschluss; die Strebepfeiler im Chor weisen auf die ursprünglich geplante Einwölbung hin; das Bauwerk wird von einem Dachreiter bekrönt. Spitzbogenfenster erhellen den Chor; im Saal sind dreibahnige Fenster mit geradem Sturz eingebaut, das mittlere ist sehr breit; das Traufgesims ist mit Balkenköpfen versehen. An der Chornordseite ist die Sakristei von 1904, an der Südseite eine niedrige Kapelle angebaut. Der Westturm ist im unteren Bereich noch gotischen Ursprungs; das Glockengeschoss entstammt dem Umbau von 1904. Ein Spitzbogenportal mit darüber angeordnetem Spitzbogenfenster erschließt das Bauwerk.
Das Innere ist mit seiner Kombination der Gestaltungsformen des Barock und des Jugendstils von besonderem Reiz. Im Chor ist eine mit kräftigem Ranken bemalte Felderdecke von Tobias Perthes aus dem Jahr 1688 eingezogen. Im Saal befindet sich eine Kopie davon mit dem Gemälde des Pantokrators von Paul Horst-Schulze. Der spitze, profilierte Triumphbogen ist noch spätgotisch; daneben sind in der Saalostwand sind Wandmalereien mit je zwei überlängten, musizierenden Engeln von 1904 zu sehen. Die Emporen an drei Seiten des Saals sind entsprechend den Formen der Empore an der Chornordwand (1735) gestaltet, die Holzpfeiler demgegenüber mit Jugendstilornamenten. An der Chornordwand befindet sich eine zweite, konvex gebildete Empore mit hohen, gedrehten Holzsäulen; an dieser Stelle befand sich früher die Orgel. An der Brüstung finden sich gemalte Kartuschen mit Szenen aus dem Alten und Neuen Testament, welche sich auf die Lobpreisung Gottes durch die Musik beziehen. Der Beichtstuhl aus dem 18. Jahrhundert an der Chorsüdseite ist kunstvoll mit gedrehten Säulen, durchbrochenen Aufsätzen und gemalten Kartuschen mit Sprüchen verziert; die heutige dreiteilige Sitzbank wurde nachträglich eingebaut. An der gegenüberliegenden Wand befindet sich ein weiterer Beichtstuhl des 17. Jahrhunderts, der kleiner und mit kräftiger weiß-blauer Fassung ausgeführt ist.

## Ausstattung
Der Altar von 1659 mit reich verziertem architektonischem Aufbau wurde vom Bildhauer Valentin Otte und dem Maler Johann Richter aus Meißen gestaltet. In der Predella ist das Abendmahl dargestellt; im rundbogig geschlossenen Hauptfeld befindet sich eine plastische Kreuzigungsgruppe, in den von Säulen gerahmten seitlichen Nischen und über dem verkröpften Gesims Figuren der Evangelisten. Darüber ist eine geschweifte Kartusche mit einem Gemälde der Kreuzabnahme, im Auszug die Figur des Salvators zu sehen. Seitlich sind in Medaillons Darstellungen der Aufrichtung der Ehernen Schlange und der Opferung Isaaks angeordnet.
Die Kanzel aus dem Jahr 1652 besteht aus einem polygonalen Korb auf einer Porphyrsäule, sie zeigt zwischen gedrehten Säulchen in Kartuschen die gemalten Darstellungen der Evangelisten, Moses und Christus. Der Schalldeckel ist mit kräftigem Gesims und einer durchbrochenen Attika ausgebildet. Die Kanzeltür zeigt Darstellungen des barmherzigen Samariters und Jakobs Traum von der Himmelsleiter.
Eine qualitätvolle Mondsichelmadonna an der Chorempore ist im Stil der Schönen Madonnen ausgeführt und stammt aus der Zeit um 1460. Ein Sakramentshaus auf der Nordseite des Chores zeigt eine Nische mit schmiedeeisernem Gitter und zeigt in einem Rundbogenfeld ein Relief mit dem Antlitz Christi vom Ende des 15. Jahrhunderts.
Im Chor befindet sich weiter das Kirchenvorstehergestühl in Spätrenaissanceformen aus der Zeit um 1660. An der Westwand steht das Chorgestühl aus Leisnig-Klosterbuch im Kreis Döbeln. Die Wangen mit kunstvoll durchbrochenen Weinranken stammen aus der ersten Hälfte des 15. Jahrhunderts.
Farbglasfenster an der Nord- und der Südseite des Saals wurden im Jahr 1904 mit Darstellungen der Vertreibung aus dem Paradies und der Kreuzigung von Paul Horst-Schulze gestaltet.
Die Orgel mit beachtenswertem Jugendstilprospekt ist ein Werk von Jehmlich aus dem Jahr 1904, das 1957 klanglich verändert wurde. Ebenfalls aus dem Jahr 1904 stammen fünf großformatige Hängeleuchter mit gemalten Engelsdarstellungen.